# Joseph Philippi
Joseph Philippi (* 7. Februar 1808 in Kaysersberg; † 1. Februar 1891 in Molsheim) war katholischer Geistlicher und Mitglied des Deutschen Reichstags.

## Leben
Philippi absolvierte höhere Studien in der Schweiz und studierte Theologie im großen Seminar in Straßburg. 
Danach war er Stadtpfarrer in Molsheim.
Von 1874 bis 1877 war er Mitglied des Deutschen Reichstags für den Wahlkreis Elsaß-Lothringen 7 (Molsheim, Erstein). Als unabhängiger Klerikaler schloss er sich im Reichstag keiner Fraktion an.